# Duomo di Guastalla
Il duomo di Guastalla o concattedrale di San Pietro è il principale edificio di culto cattolico di Guastalla, in provincia di Reggio Emilia. Fu sede vescovile della diocesi di Guastalla dal 13 settembre 1828 fino al 30 settembre 1986, anno in cui la diocesi venne unita a quella di Reggio, assumendo così il nome attuale di diocesi di Reggio Emilia-Guastalla.

## Storia
Iniziata nel 1569 per volere del conte Cesare Gonzaga su progetto di Francesco Capriani venne ultimata nel 1575 dall'architetto mantovano Pompeo Pedemonte e consacrata il 18 febbraio dello stesso anno da san Carlo Borromeo, giunto a Guastalla a causa della morte del cognato Cesare.
Dotata originariamente di una facciata semplice e poco elaborata, allineata con le torri campanarie, si è giunti a quella attuale (1716) più elaborata che richiama uno stile di tipo barocco. Nel 1670 l'architetto reggiano Antonio Vasconi intervenne internamente per restaurare ed abbellire di ornamenti e affreschi la cappella del Santo Sacramento. Nel 1841 l'interno della chiesa viene sottoposto nuovamente ad un pesante restauro su progetto di Giuseppe Rizzardi Polini di Parma con variazioni alle cornici, al pavimento e alle grandi finestre della cupola. Nel 1858 vengono ristrutturate le due torri campanarie e la volta del tetto. Nel 1889 viene ristrutturata la facciata su progetto dell'architetto Pancrazio Soncini.
Il 2 ottobre 2016, con una solenne cerimonia presieduta dal vescovo Massimo Camisasca, la concattedrale è stata riaperta al culto dopo il terremoto dell'Emilia del 2012.

## Descrizione

### Facciata
La facciata, prospiciente piazza Mazzini, è suddivisa in due ordini sovrapposti da un cornicione. In quello inferiore, fra le statue dei due santi patroni Pietro e Paolo, si aprono tre arcate intervallate da lesene. In quello superiore, invece, vi sono ai due lati due finestre ad arco e, al centro, un gruppo scultoreo raffigurante la Madonna in trono col Bambino fra due santi. In alto, nel timpano, vi è il quadrante dell'orologio. Ai lati della facciata vi sono le due torri campanarie, innalzate nel 1716.

### Interno

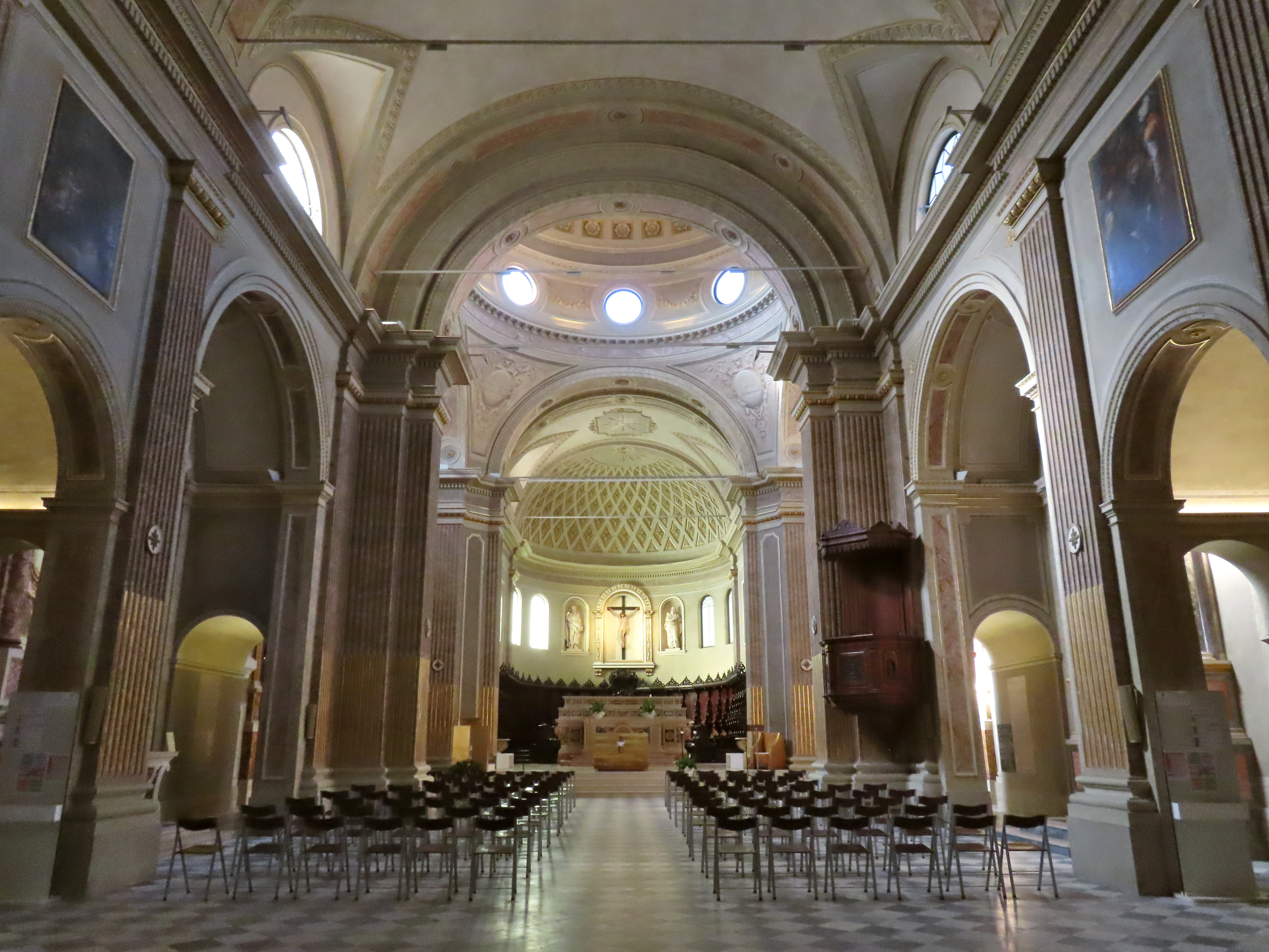
Navata centrale

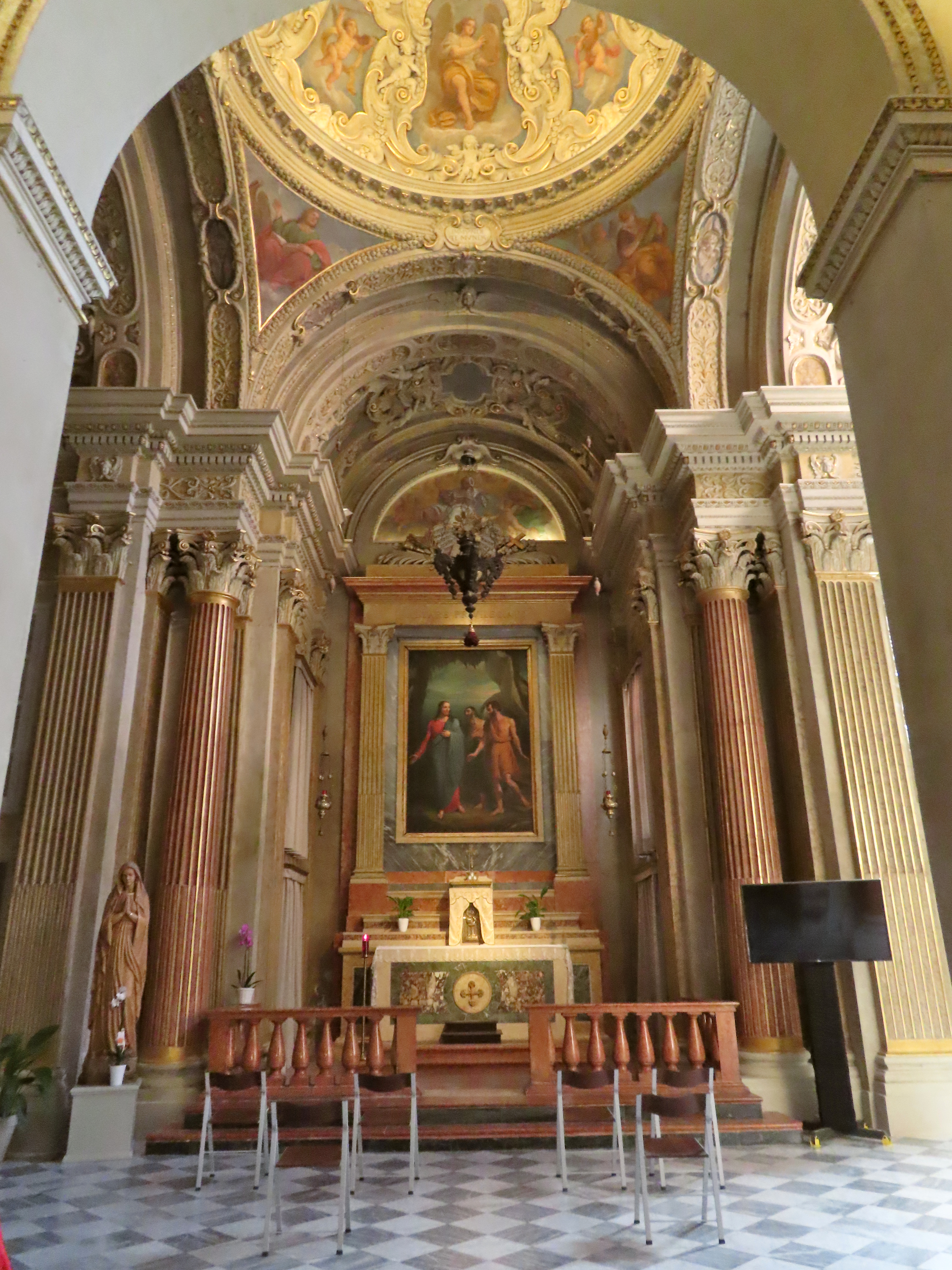
Cappella del Santissimo Sacramento

All'interno sono conservate numerose opere sacre di valore storico ed artistico: il San Francesco riceve le stimmate di Ludivico Cardi (fine XVI secolo, olio su tela); la statua di San Giuseppe con Gesù Bambino di Girolamo De Giovanni (legno policromo, fine XVII secolo); la Madonna col Bambino di Gianbattista Crespi (olio su tela, metà XVII secolo); un gruppo scultoreo denominato il Sepolcro (legno policromo, XVII secolo); l'altare della Madonna del Castello, una statua collocata probabilmente nell'antica rocca quattrocentesca; una raffigurazione di San Francesco Saverio (olio su tela, XVIII secolo); la Madonna del Pilar (olio su tela). Tra gli stalli del coro è ancora visibile lo stemma dei Gonzaga di Guastalla.
Nella chiesa, sulla cantoria in controfacciata, vi è un organo Serassi, costruito fra il 1790 e il 1794 su due tastiere e pedaliera a trasmissione meccanica. Lo strumento, restaurato più volte nel corso del secolo successivo, è stato ripristinato nel 1979 e restaurato nel 2018 dalla ditta Mascioni di Cuvio.